# Djalma Falcão
Djalma Marinho Muniz Falcão (Araripina, 31 de dezembro de 1933 – 24 de março de 2017) foi um advogado e político brasileiro, conhecido por sua atuação na política alagoana. Exerceu o cargo de prefeito de Maceió entre 1986 e 1989, período em que enfrentou desafios administrativos e buscou melhorias na infraestrutura da cidade.
Natural de Araripina, Pernambuco, Djalma mudou-se para Alagoas, onde construiu sua carreira política. Era irmão de Muniz Falcão, ex-governador de Alagoas, e fez parte de um dos grupos políticos mais influentes do estado.
Além da atuação na prefeitura, Djalma Marinho também teve participação ativa em debates políticos e na formulação de políticas públicas. Durante seu mandato, focou em projetos de urbanização, saneamento e desenvolvimento econômico de Maceió.
Faleceu em 24 de março de 2017, vítima de câncer de pulmão, deixando um legado na política alagoana.

## Biografia
Djalma Marinho Muniz Falcão nasceu em 31 de dezembro de 1933, na cidade de Araripina, Pernambuco. Era filho de Lídio Marinho Falcão e Floripes Muniz Falcão. Formou-se bacharel em Ciências Jurídicas e Sociais pela Universidade Federal de Alagoas (UFAL) e construiu uma sólida carreira no serviço público e na política alagoana.

### Carreira Pública e Política
Djalma Marinho integrou o Tribunal de Contas do Estado de Alagoas, onde exerceu a presidência por duas vezes. Posteriormente, ingressou na administração estadual, assumindo os cargos de Secretário de Governo e secretário de Educação e Cultura durante a gestão de seu irmão, Muniz Falcão, governador de Alagoas entre 1956 e 1961.
Além de suas atividades na administração pública, foi diretor da Rádio Difusora de Alagoas e uma figura importante do Movimento Democrático Brasileiro (MDB). Em 1966, foi eleito deputado federal, atuando na oposição ao regime militar. Mesmo nessa posição, ocupou o cargo de diretor do Departamento Estadual de Educação no governo de Afrânio Lages (1971-1975).
Em 1978, tentou a reeleição para a Câmara dos Deputados, mas não obteve sucesso. No entanto, no ano seguinte, foi escolhido para a presidência regional do MDB, consolidando sua influência na política alagoana. Com o retorno do pluripartidarismo no início dos anos 1980, filiou-se ao Partido do Movimento Democrático Brasileiro (PMDB) e foi eleito deputado federal em 1982.
Em 1985, venceu as eleições para a Prefeitura de Maceió, assumindo o mandato em 1986 e permanecendo no cargo até 1989. Sua eleição permitiu a efetivação de Sérgio Moreira, seu suplente na Câmara dos Deputados.

### Atuação no Senado e Últimos Anos
Após deixar a prefeitura, Djalma Marinho seguiu atuando nos bastidores da política. Em 1994, foi eleito presidente regional do PMDB e, no mesmo ano, tornou-se suplente de senador.
Entre 1997 e 1998, exerceu o cargo de chefe da Casa Civil no governo de Manuel Gomes de Barros. No entanto, afastou-se da função em abril de 1998 para assumir uma cadeira no Senado Federal, substituindo Renan Calheiros, que havia sido nomeado Ministro da Justiça no governo de Fernando Henrique Cardoso. Djalma permaneceu no Senado até julho de 1999, quando Calheiros reassumiu seu posto.

### Falecimento
Djalma Marinho Muniz Falcão faleceu em 24 de março de 2017, aos 83 anos, vítima de câncer de pulmão. Seu legado permanece na história política de Alagoas, onde desempenhou papéis importantes tanto na administração pública quanto na construção da democracia no estado.